# Oedemera cretica
Oedemera cretica es una especie de coleóptero de la familia Oedemeridae.

## Distribución geográfica
Habita en Creta (Grecia).